# Nodaria papuana
Nodaria papuana là một loài bướm đêm trong họ Noctuidae.